# 10121 Arzamas
A 10121 Arzamas (ideiglenes jelöléssel 1993 BS4) a Naprendszer kisbolygóövében található aszteroida. Eric Walter Elst fedezte fel 1993. január 27-én.